# IV Liceum Ogólnokształcące im. Stanisława Staszica w Sosnowcu
IV Liceum Ogólnokształcące z Oddziałami Dwujęzycznymi im. Stanisława Staszica w Sosnowcu – sosnowiecka szkoła średnia, o ponadstuletniej tradycji, zajmująca czołowe miejsca w rankingach szkół średnich, zrzeszona w Towarzystwie Szkół Twórczych. Cechą, która odróżnia szkołę od innych liceów w regionie jest tradycja noszenia przez jej uczniów charakterystycznych mundurków. Plac na którym stoi liceum nosi nazwę Waldemara Zillingera – znanego fizyka i zasłużonego dyrektora szkoły.

## Historia
Rodowód szkoły, podobnie jak III Liceum Ogólnokształcącego im. Bolesława Prusa, sięga 1894, gdy dzięki niemieckiemu przemysłowcowi Henrykowi Dietlowi otwarto Sosnowiecką Szkołę Realną w obecności przedstawiciela carskiej Rosji (pod której zaborem znajdował się w tych czasach Sosnowiec) i licznie zgromadzonych mieszkańców miasta. Była to pierwsza szkoła średnia w Zagłębiu Dąbrowskim. 

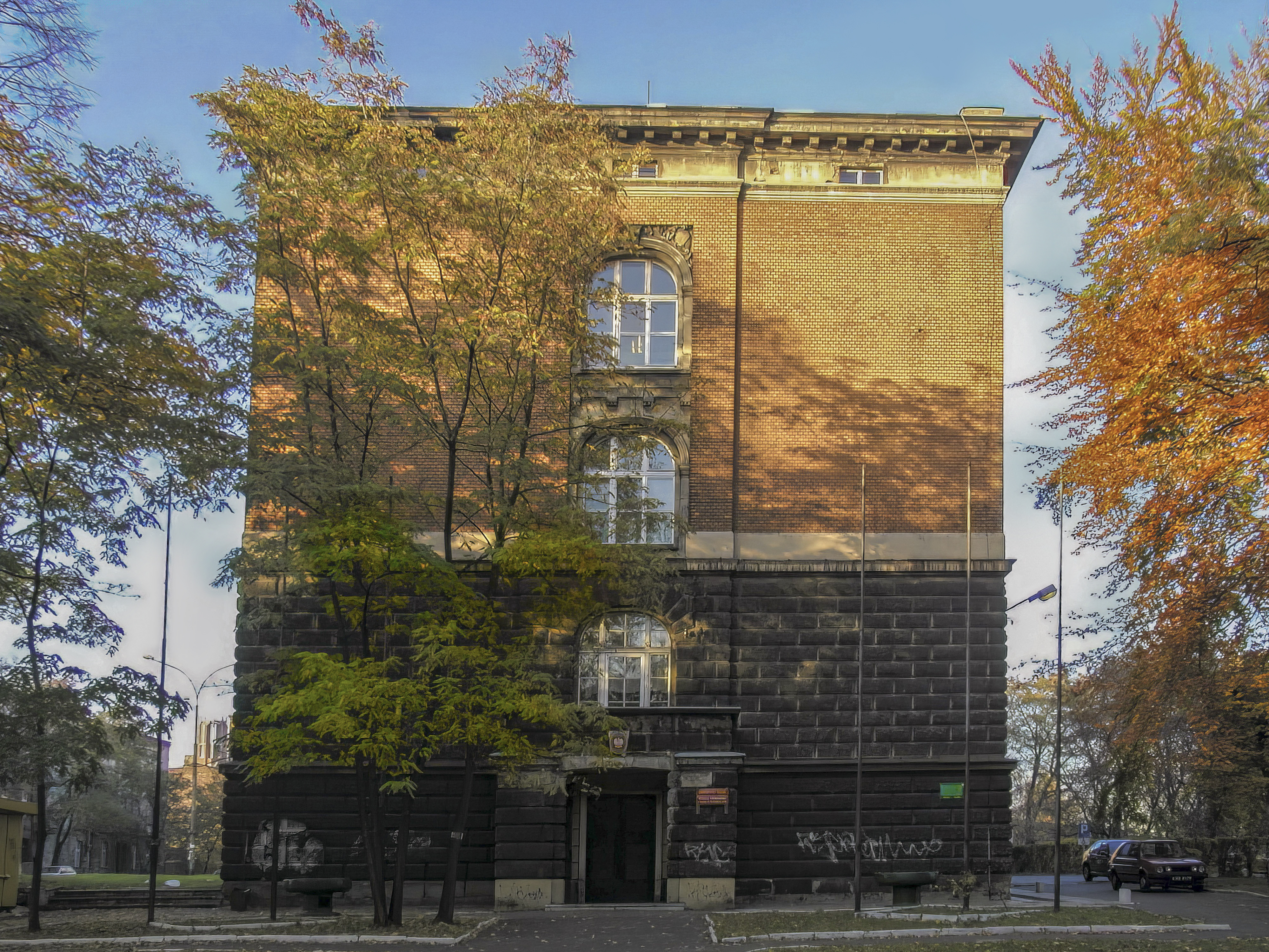
Budynek Szkoły Realnej — widok wspólczesny

 W 1898 oddano do jej użytku okazały gmach w stylu neorenesansowym, który był siedzibą szkoły do 1970. Dzięki prywatnemu niemieckiemu charakterowi finansowania szkoły, naciski rusyfikacyjne były w niej o wiele mniejsze niż w innych szkołach Kongresówki, uczniowie mogli na przerwach używać ojczystego języka, jednak oczywiście wykładano, zgodnie z prawem, po rosyjsku.
Jeszcze przed 1900 wśród uczniów sosnowieckiej Szkoły Realnej powstawały tajne kółka młodzieżowe o charakterze patriotyczno–społecznym i samokształceniowym. Wydawano też tajne pismo "Węzeł". W 1905 wybuchł strajk polskich robotników, w imię całkowitego wyzwolenia szkolnictwa spod wpływów rusyfikacji, utworzenia polskiej biblioteki i obowiązkowego nauczania dla wszystkich. Patriotycznie nastawiona młodzież rozpoczęła równolegle strajk szkolny przeciw rosyjskiemu zaborcy w obronie języka polskiego i narodowego charakteru szkoły. Strajki zostały jednak stłumione, został też zabity uczeń Szkoły Realnej, Aleksander Malewicz. Było to wielkim wstrząsem dla innych uczniów, którzy zaprzestali uczęszczania na lekcje do szkoły, tworząc tajne komplety. Gdy fala rewolucyjna opadła, rodzice zainteresowani nauką dzieci w polskiej szkole utworzyli Gimnazjum Klasyczne, a następnie przekształcili je w Szkołę Handlową. Udało się uzyskać możliwość nauczania w języku polskim. Szkoła Realna nadal uczyła po rosyjsku, lecz została zamknięta przez Niemców w czasie I wojny światowej.
W 1916 przemianowano Szkołę Handlową na drugą w Sosnowcu (po "Prusie") 8–klasową Wyższą Szkołę Realną, i nadano jej imię Stanisława Staszica. Po zakończeniu wojny i odzyskaniu niepodległości, Ministerstwo Wyznań Religijnych i Oświecenia Publicznego zarządzeniem organizacyjnym, wydanym 9 września 1919 uznało szkołę tę za państwową i nadało jej nazwę Gimnazjum Państwowe im. Stanisława Staszica z siedzibą, w okazałym budynku dawnej Szkoły Realnej.
Tymczasem na oddalonym o kilka kilometrów Śląsku wrzała walka. Uczniowie starszych klas zaciągali się do oddziałów powstającego Wojska Polskiego, zaś część ochotników przedostała się przez kordony graniczne, by walczyć o polski Śląsk. Dwaj uczniowie – Edward Stacherski i Stanisław Latosiński polegli w walce. Mimo upaństwowienia szkoły nauka była płatna. Opłata roczna na rzecz szkoły była wysoka, równa miesięcznej pensji dobrze zarabiającego urzędnika. Uczniowie ubożsi otrzymywali zniżki opłat, część z nich zarabiała na czesne udzielając korepetycji.
Zarządzeniem Ministra Wyznań Religijnych i Oświecenia Publicznego z 1937 zostało utworzone „II Państwowe Liceum i Gimnazjum im. Stanisława Staszica w Sosnowcu” (państwowa szkoła średnią ogólnokształcąca, złożoną z czteroletniego gimnazjum i dwuletniego liceum), po wejściu w życie tzw. reformy jędrzejewiczowskiej szkoła miała charakter męski, a wydział liceum ogólnokształcącego był prowadzony w typie matematycznym i matematyczno-przyrodniczym. Pod koniec lat 30. szkoła funkcjonowała pod adresem ulicy Stefana Żeromskiego 3.
Szkoła w latach międzywojennych wykształciła ponad 600 absolwentów. Liczna grupa młodych podchorążych brała udział w kampanii wrześniowej. Wielu było rannych, wielu poległo. W październiku 1939 na wezwanie dyrektora W. Zillingera grupa uczniów i absolwentów przeniosła z budynku szkoły i zachowała w stajni dietlowskiej sztandar szkoły i najważniejsze dokumenty.

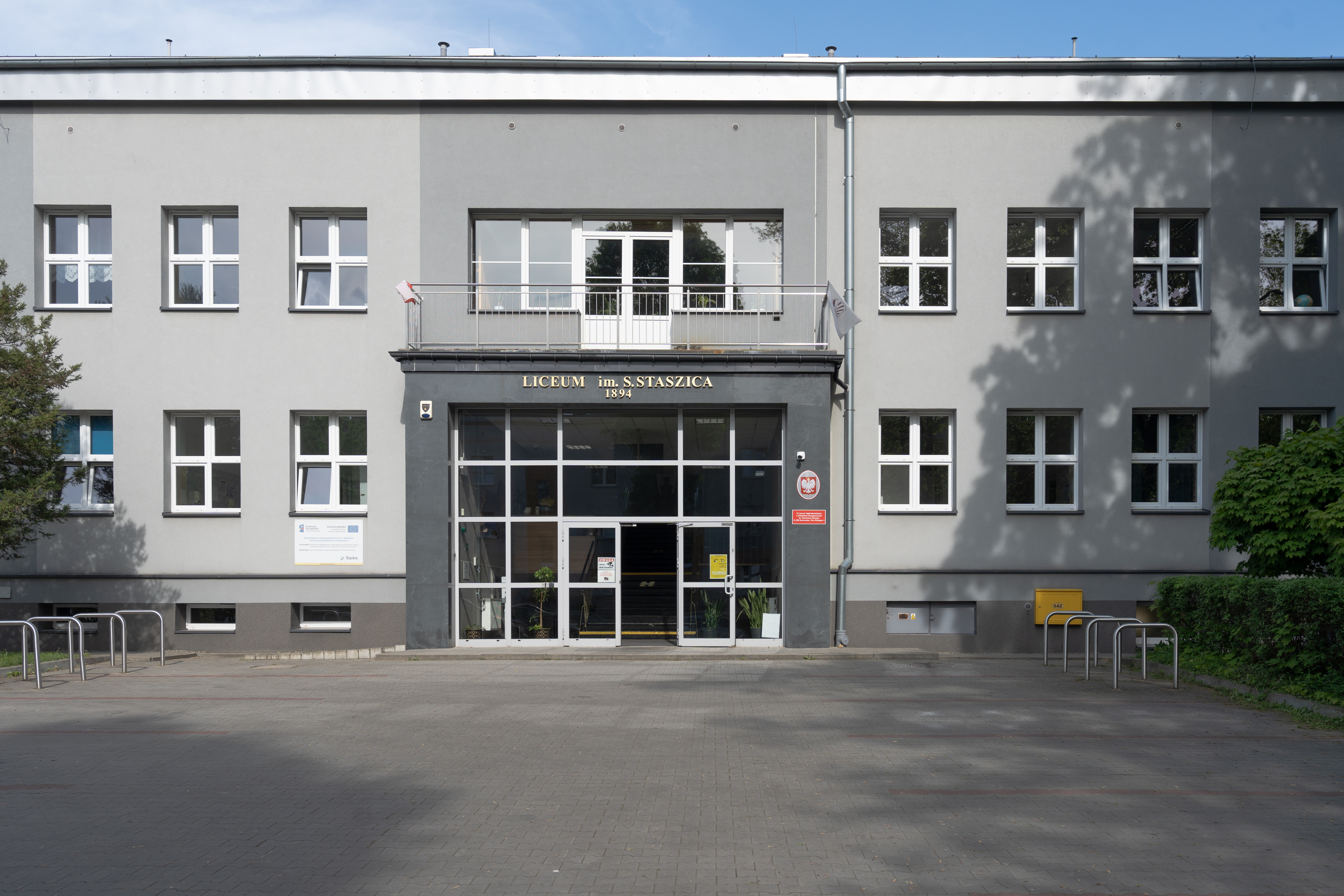
Aktualny budynek Liceum na Placu Waldemara Zillingera

Po wkroczeniu do Sosnowca, Niemcy natychmiast zamknęli gimnazjum i liceum, a do budynku wprowadzili zawodową szkołę techniczną dla Niemców i Volksdeutschów. Zarówno dzieci, jak i młodzież polska mogły chodzić jedynie do szkół podstawowych o niezwykle okrojonym programie nauczania. W okresie okupacji niemieckiej nauczyciele i uczniowie zamkniętej szkoły zorganizowali tajne nauczanie, dzięki któremu już w 1945 przeprowadzono pierwszy egzamin dojrzałości. W tym czasie nieformalnym dyrektorem pozostawał Zillinger, a nauczycielami tajnych kompletów byli: polonistka Jadwiga Makowska, nauczycielka francuskiego Maria Polańska, nauczyciel matematyki, fizyki i chemii Stanisław Bomba oraz kilkunastu innych.
27 stycznia 1945 zakończyła się niemiecka okupacja Sosnowca, a już w następnym dniu w Gimnazjum i Liceum Ogólnokształcącym im. St. Staszica nastąpiło wznowienie normalnej nauki. Od września 1957 wprowadzono koedukację (dotąd szkoła była szkołą męską). We wrześniu 1970 władze podjęły decyzję o przeprowadzce. Liceum Staszica przeniosło się do budynku po szkole podstawowej, a w dawnym gmachu siedzibę znalazł Wydział Techniki Uniwersytetu Śląskiego.
W roku szkolnym 2005/2006 przy liceum zostało utworzone Gimnazjum Dwujęzyczne nr 25, obie szkoły utworzyły Zespół Szkół Ogólnokształcących nr 15. Zgodnie z reformą systemu oświaty z 2017 roku Gimnazjum Dwujęzyczne nr 25 zostało zlikwidowane dnia 31 sierpnia 2019.
Dnia 6 lipca 2023 szkoła otrzymała akredytację International Baccalaureate Organization do przeprowadzania matury międzynarodowej.

## Miejsca w rankingach
Szkoła szczyci się m.in. liczbą ponad 280 finalistów i laureatów olimpiad przedmiotowych szczebla centralnego. W całej historii rankingów jest najwyżej ocenianym liceum w Sosnowcu. Najwyższy wynik w rankingu krajowym liceum osiągnęło w roku 2000 na miejscu 15.
| Rok  | Polska | Śląskie | Rok  | Polska | Śląskie | Rok  | Polska | Śląskie |
| ---- | ------ | ------- | ---- | ------ | ------- | ---- | ------ | ------- |
|      |        |         | 2018 | 85     | 6       | 2008 | 24     | 2       |
|      |        |         | 2017 | 130    | 13      | 2007 | 29     | 3       |
|      |        |         | 2016 | 97     | 8       | 2006 | 35     | 5       |
|      |        |         | 2015 | 108    | 7       | 2005 | 21     | 2       |
| 2024 | 60     | 4       | 2014 | 143    | 9       | 2004 | 25     | 3       |
| 2023 | 42     | 3       | 2013 | 79     | 7       | 2003 | 23     |         |
| 2022 | 53     | 4       | 2012 | 96     | 11      | 2002 | 46     | 6       |
| 2021 | 75     | 8       | 2011 | 104    | 9       | 2001 | 47     |         |
| 2020 | 98     | 9       | 2010 | 91     | 12      | 2000 | 15     |         |
| 2019 | 105    | 8       | 2009 | 51     | 6       | 1999 | 23     |         |

## Absolwenci
W ciągu całego istnienia liceum opuściło prawie 7 tysięcy absolwentów. Wśród nich 76 zostało profesorami. Absolwenci szkoły to m.in.:
- Ignacy Bereszko – polski inżynier, pionier elektryfikacji i energetyki w Zagłębiu Dąbrowskim, działacz społeczny, przemysłowiec.
- Elżbieta Bieńkowska – od 2007 do 2013 minister rozwoju regionalnego, od 2013 roku wiceprezes Rady Ministrów i minister infrastruktury i rozwoju, senator VIII kadencji.
- Wojciech Brzoska – poeta
- Leonard Danielewicz i Tadeusz Heftman – konstruktorzy maszyny deszyfrującej Enigma,
- Andrzej Dziuk – współzałożyciel, dyrektor i reżyser Teatru im. St. I. Witkiewicza w Zakopanem,
- Roman Gutowski - specjalista w dziedzinie mechaniki analitycznej i teorii stateczności[25].
- Jakub Karnowski – prezes PKP S.A. w latach 2012 - 2015,
- Jan Kiepura – śpiewak operowy,
- Miłosław Kołodziejczyk – biskup diecezji częstochowskiej, rektor Seminarium Duchownego w Częstochowie,
- Jerzy Kram – polski językoznawca, polonista, autor publikacji metodyczno-dydaktycznych z zakresu języka polskiego, wykładowca szkół średnich i ośrodków doskonalenia zawodowego nauczycieli,
- Łukasz Lamża – filozof, dziennikarz naukowy i tłumacz,
- Jacek Majchrowski – prawnik, prezydent Krakowa,
- Wiktor Ostrowski – podróżnik, fotografik, taternik, alpinista, autor książek reportażowych,
- Adam Proń – polski chemik, specjalizujący się w chemii materiałów, Jest profesorem na Wydziale Chemicznym Politechniki Warszawskiej (Katedra Chemii i Technologii Polimerów). Od 1998 pracuje w Komisariacie ds. Energii Atomowej w Grenoble.
- Marek Starowieyski – ksiądz katolicki, światowej sławy patrolog,
- Bogdan Suchodolski – filozof, historyk nauki i kultury oraz pedagog, profesor, członek PAU i PAN,
- Bogumił Szmal – botanik, fizjolog roślin,
- Mieczysław Wolfke – fizyk, odkrywca ciekłego helu
- Jarosław Wróbel – polski ekonomista i menedżer związany z energetyką[26]
- Janusz Ziółkowski – socjolog, były szef Kancelarii Prezydenta RP.

## Osobistości odwiedzające szkołę
W szkole działa prowadzony przez emerytowanego nauczyciela historii Janusza Kubickiego, Klub Polityki, który co pewien czas organizuje spotkania ze znanymi osobistościami ze świata kultury, mediów czy polityki. Spotkania te są otwarte dla wszystkich uczniów.